# بطولة الأمم الست للسيدات 2005
بطولة الأمم الست للسيدات 2005 (بالفرنسية: Tournoi des Six Nations féminin 2005)‏ هو الموسم 10 من  بطولة الأمم الست للسيدات. أقيم خلال الفترة 4 فبراير 2005 وحتى 19 مارس 2005،. وفاز فيه منتخب فرنسا الوطني لاتحاد الرغبي للسيدات.